# GPR3
GPR3 (англ. G protein-coupled receptor 3) – білок, який кодується однойменним геном, розташованим у людей на короткому плечі 1-ї хромосоми.  Довжина поліпептидного ланцюга білка становить 330 амінокислот, а молекулярна маса — 35 010.
| 10         |  | 20         |  | 30         |  | 40         |  | 50         |
| ---------- |  | ---------- |  | ---------- |  | ---------- |  | ---------- |
| MMWGAGSPLA |  | WLSAGSGNVN |  | VSSVGPAEGP |  | TGPAAPLPSP |  | KAWDVVLCIS |
| GTLVSCENAL |  | VVAIIVGTPA |  | FRAPMFLLVG |  | SLAVADLLAG |  | LGLVLHFAAV |
| FCIGSAEMSL |  | VLVGVLAMAF |  | TASIGSLLAI |  | TVDRYLSLYN |  | ALTYYSETTV |
| TRTYVMLALV |  | WGGALGLGLL |  | PVLAWNCLDG |  | LTTCGVVYPL |  | SKNHLVVLAI |
| AFFMVFGIML |  | QLYAQICRIV |  | CRHAQQIALQ |  | RHLLPASHYV |  | ATRKGIATLA |
| VVLGAFAACW |  | LPFTVYCLLG |  | DAHSPPLYTY |  | LTLLPATYNS |  | MINPIIYAFR |
| NQDVQKVLWA |  | VCCCCSSSKI |  | PFRSRSPSDV |  |            |  |            |

A: Аланін

C: Цистеїн

D: Аспарагінова кислота

E: Глутамінова кислота

F: Фенілаланін

G: Гліцин

H: Гістидин

I: Ізолейцин

K: Лізин

L: Лейцин

M: Метіонін

N: Аспарагін

P: Пролін

Q: Глутамін

R: Аргінін

S: Серин

T: Треонін

V: Валін

W: Триптофан

Кодований геном білок за функціями належить до рецепторів, g-білокспряжених рецепторів, білків внутрішньоклітинного сигналінгу, фосфопротеїнів. 
Задіяний у такому біологічному процесі як поліморфізм. 
Локалізований у клітинній мембрані, мембрані.